# 八木誠 (実業家)
八木 誠（やぎ まこと、1949年（昭和24年）10月13日 - ）は、日本の実業家。元関西電力代表取締役会長である。在任中善管注意義務違反により損害を与えたとして、関西電力から総額19億円を超える損害賠償請求訴訟を受けた。
非常勤で関西経済連合会の2025年日本国際博覧会担当副会長や、電源地域振興センターの会長、日本動力協会の副会長、日本原子力発電の取締役などを務め、原子力発電環境整備機構の評議員にもなっていた。大阪府高槻市在住。

## 経歴
福岡市出身。福岡県立修猷館高等学校を経て、1972年3月京都大学工学部電気工学科卒業。修猷館の同期には、大陽日酸代表取締役会長吉村章太郎、大阪証券取引所社長を務めた米田道生がいる。1972年4月、関西電力入社。工務部課長、工務部送変電課長、大阪メディアポート出向、支配人中央送変電システム建設所事務所長、支配人電力システム事業本部副事業本部長などを歴任。
2005年6月、取締役電力システム事業本部副事業本部長。2006年6月、常務取締役原子力事業本部長代理。2009年6月、取締役副社長原子力事業本部長。2010年6月、取締役社長。2016年6月、取締役会長に就任。批判を受け2019年10月9日の臨時取締役会で退任し、嘱託に就任した。
2011年4月15日、電気事業連合会会長に就任した。同年、国際超電導産業技術研究センターの理事（非常勤）および原子力発電環境整備機構の評議員に就任した。2012年6月に日本原子力発電の取締役（非常勤）に就任した。2016年6月28日に電気事業連合会の会長を退任し後任に中部電力勝野哲社長を選出。2017年7月4日より日本生命保険取締役を務めている。
2017年関西経済連合会万博推進担当副会長に就任。関西電力から2025年日本国際博覧会に多額の資金提供を行う意向を示し、松本正義関西経済連合会会長の後任候補とされたが、後述の原発マネーに絡む金銭受領問題を受け、この人事は立ち消えとなった。2020年松本会長からの間接的な依頼を受け、関西経済連合会特別顧問に復帰。

## 金銭受領・便宜供与問題
財務省国税庁金沢国税局の税務調査で、2011年から2018年にかけて、高浜原子力発電所がある福井県大飯郡高浜町の森山栄治助役から、八木や、岩根茂樹社長、豊松秀己副社長、森中郁雄副社長らが、「原発マネー」とおぼしき3億2千万円を受け取っていたことが明らかになり、小林敬元大阪地方検察庁検事正が委員長を務めた調査委員会の調査を受け、報酬減額の処分を受けた。
これを受けて記者会見で菅原一秀経済産業大臣は、「言語道断。ゆゆしき事態だ」と断じた。更田豊志原子力規制委員会委員長は、「まだそんなことがあるのか」「憤りを感じた」とし、関西電力の対応を批判した。龍谷大学の大島堅一教授は、記者会見での八木の対応に関し「答えづらい質問には同じ発言を繰り返すなど、原発という安全への注意が最も必要とされる公益事業の経営者として失格だと感じた」と評した。
関西電力幹部に流れた「原発マネー」の拠出元となった建設会社の売上高は無入札による特命発注などによる原発関連工事の受注増により少なくとも6倍増となったものの、取材に答えた八木会長は「便宜は図っていない」と釈明した。また「原子力事業を上手にやっていくには、地元にお金を落とすのが大事」と電力会社経営の要諦を講釈した。
関西電力が設置した第三者委員会では森詳介、岩根茂樹らと謀り隠蔽を主導したとして、特に大きな責任があると指弾された。2020年善管注意義務違反があったとして、関西電力から総額19億3600万円の損害賠償請求訴訟が大阪地方裁判所になされた。
2021年11月9日、会社法の収賄や特別背任などで市民団体から刑事告発を受け捜査を行っていた大阪地検特捜部は、八木ら告発対象の関西電力幹部9人全員を嫌疑不十分で不起訴処分とした。市民団体はこれを不服として大阪第2検察審査会に審査を申し立て、審査会は2022年7月7日付で八木ら3人について「起訴相当」、ほか6人については「不起訴不当」と議決した。議決を受け特捜部は再捜査を行ったが、12月1日付で9人全員を再び嫌疑不十分で不起訴処分とした。検察審査会は3月30日付で八木ら3人について、「起訴議決に至らなかった」とする議決を行い、一連の問題の刑事手続きが終了した。